# Massimo Palermo
Massimo Palermo (* 7. listopad 1963, Řím) je italský jazykovědec.

## Životopis
Na počátku devadesátých let 20. století pobýval krátce na německé univerzitě v Řezně a v Heidelbergu. V květnu roku 1992 získal doktorát v oboru italské lingvistiky. Od roku 2006 zástává pozici řádného profesora italské lingvistiky na univerzitě pro cizince v italské Sieně (l'Università per Stranieri di Siena); v minulosti vykonával na téže univerzitě také úřad děkana a prorektora.